# Таврическое и Одесское караимское духовное правление
Таврическое и Одесское караимское духовное правление — религиозное объединение караимов, проживавших на территории Российской империи в 1837—1917 годах. Духовное правление выступало главным представителем караимства в структуре государства. 

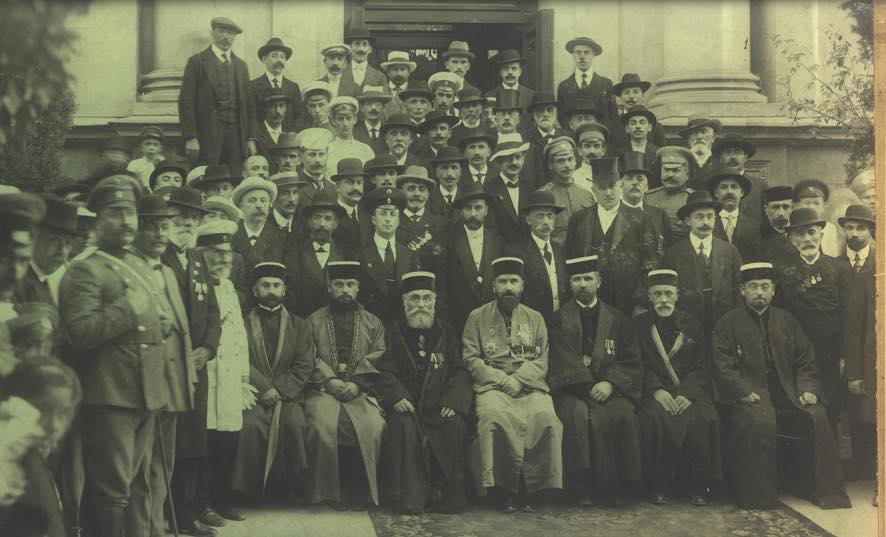
Фотография руководства Таврического и Одесского караимского духовного правления. 1916 год. Сидят (слева направо):
Ормели Исаак Юфудович (1882—1940) — газзан в г. Симферополе
Ельяшевич Борис Саадьевич (1881—1971) — газзан в г. Евпатория, член Караимского духовного правления
Султанский Иосиф Исаакович (1851—1922) — газзан в г. Киеве
Шапшал, Серая Маркович (1873—1961) — гахам Караимского духовного правления
Леви-Бабович, Товия Симович (1879—1956) — газзан в г. Севастополе
Сапак, Исаак Самуилович — газзан в г. Бахчисарае
Катык, Арон Ильич (1883—1942) — старший газзан в г. Евпатория, член Караимского духовного правления.

Согласно Высочайше утвержденному положению о Таврическом Караимском духовенстве от 3 марта 1837 года, Таврическое караимское духовенство состояло из гахама, газзанов и шамашей. Гахам избирался представителями караимских общин и утверждался министром внутренних дел. Резиденция гахама находилась в Евпатории. 
В качестве помощников гахама избирались 2 газзана: старший и младший. Газзаны были также главами местных караимских общин при каждой кенассе. Должность газзана соответствовала должности раввина. Также при каждой кенассе состоял также шаммаш, ответственный за административную и хозяйственную деятельность, эта должность также была выборной.
Правление объединяло караимские общества в Крыму: армяно-перекопское, бахчисарайское, чуфут-калейское, карасубазарское, керченское, севастопольское, симферопольское, феодосийское, ялтинское, и за его пределами: бердянское, елисаветрадское, кишиневское, николаевское, никопольское, одесское, московское, петербургское, полтавское, харьковское, херсонское, трокское (тракайское), паневежское, галицкое, луцкое, константинопольское, сирийское, иерусалимское.
В его обязанности входила переписка с подведомственными общинами, решение вопросов о принятии в караимство, переписка с караимами, ведение метрических книги караимских обществ о родившихся, бракосочетавшихся и умерших.
В 1839 году первым караимским гахамом был назначен светский руководитель общины в Евпатории Симха Бабович (1790—1855). В 1863 году, благодаря его деятельности, караимы Крыма были полностью уравнены в правах с коренным населением России, а караимы Польши и Литвы получили самостоятельное Духовное управление с центром в Троках (ныне Тракай, Литва).